# RX J1347.5-1145
RX J1347.5-1145 es uno de los cúmulos galácticos más masivos conocidos. Como resultado de ello, es también uno de los más luminosos en el espectro de rayos X debido a su contenido de gas caliente. El objeto reside aproximadamente a 5 mil millones de años luz de distancia del Sistema Solar, en la constelación de Virgo. Un paper, publicado en 2002, indicó un corrimiento al rojo de z=0.451 con una luminosidad de rayos X de 1045 erg s-1. En 2013, se estudió cómo la intensa gravedad curva la luz en este objeto Ese estudio hizo uso de los datos obtenidos por Cluster Lensing and Supernova survey with Hubble (CLASH), así como de otras fuentes.